# Serranus stilbostigma
Serranus stilbostigma is een  straalvinnige vissensoort uit de familie van zaag- of zeebaarzen (Serranidae). De wetenschappelijke naam (oorspronkelijke naam: Prionodes stilbostigma) van de soort werd voor het eerst geldig gepubliceerd in 1890 door Jordan & Bollman. De soort werd aangetroffen in de Stille Oceaan voor de kust van Ecuador.
De soort staat op de Rode Lijst van de IUCN als niet bedreigd, beoordelingsjaar 2008.